# ロバート・バンスコヨック
ロバート・バンスコヨック（Robert Van Scoyoc）は、アメリカ合衆国出身の野球指導者。右投右打。現在は、MLBのロサンゼルス・ドジャースの打撃コーチを務める。

## 経歴
クエスタ大学卒業まで野球をプレー後、少年野球の打撃指導や高校や大学でのコーチなどを経て、40歳ほど年上で「フライボール・レボリューション」の元祖とも言える打撃インストラクターのクレイグ・ウォーレンブロックと共にロサンゼルス郊外でプロ相手にも仕事をするようになる。その打撃指導を機に開花した1人にJ.D.マルティネスがいる。
2016年から2年間はロサンゼルス・ドジャースで打撃コンサルタントを務めた。主な功績としてクリス・テイラーのスウィング改造を手掛け、成績向上に寄与した。
2018年にアリゾナ・ダイヤモンドバックスの打撃ストラテジストを務めた後、2019年に打撃コーチとしてドジャースへ復帰した。

## 詳細情報

### 背番号
- 6（2019年 - 2020年）
- 72（2021年 - ）